# Guadalupe y Calvo
Guadalupe y Calvo é um município do estado de Chihuahua, no México.